# جيمس ويليام تريمبل
جيمس ويليام تريمبل هو محامي وقاضي وسياسي أمريكي، ولد في 3 فبراير 1894 في Osage Township, Carroll County, Arkansas ‏ في الولايات المتحدة، وتوفي في 10 مارس 1972 في يوريكا سبرينغز في الولايات المتحدة. نشط حزبياً في الحزب الديمقراطي. وقد انتخب قاضي (1938 – 1944) وانتخب مدع (1930 – 1938) وانتخب عضو مجلس النواب الأمريكي ‏.